# Тельес, Норберто
Норберто Тельес Сантана (исп. Norberto Téllez Santana; род. 22 января 1972 или 23 декабря 1972, Родас, Сьенфуэгос) — кубинский легкоатлет, специалист по бегу на короткие и средние дистанции. Выступал за сборную Кубы по лёгкой атлетике в 1990—2003 годах, обладатель серебряной медали Олимпийских игр в Барселоне, серебряный призёр чемпионата мира, дважды серебряный призёр Игр доброй воли, дважды победитель Всемирной Универсиады, двукратный чемпион Панамериканских игр, четырёхкратный чемпион Центральноамериканских и Карибских игр, действующий рекордсмен страны в эстафете 4×400 метров, беге на 800 метров в помещении и на открытом стадионе.

## Биография
Норберто Тельес родился 23 декабря (по другим данным — 22 января) 1972 года в муниципалитете Родас провинции Сьенфуэгос, Куба.
Первого серьёзного успеха в лёгкой атлетике на международном уровне добился в сезоне 1990 года, когда в составе кубинской сборной выступил на домашнем юниорском центральноамериканском и карибском первенстве в Гаване, где одержал победу в беге на 800 метров, а также стал серебряным призёром в беге на 400 метров и эстафете 4×400 метров. Позднее на юниорском мировом первенстве в Пловдиве завоевал бронзовую награду в 800-метровой дисциплине.
В 1991 году на юниорском панамериканском первенстве в Кингстоне был восьмым на дистанции 800 метров и вторым в эстафете 4×400 метров.
В 1992 году выиграл эстафету 4×400 метров на иберо-американском чемпионате в Севилье. Благодаря череде успешных выступлений удостоился права защищать честь страны на летних Олимпийских играх в Барселоне — в эстафете 4×400 метров вместе с соотечественниками Эктором Эррерой, Ласаро Мартинесом и Роберто Эрнандесом в ходе предварительного квалификационного забега установил ныне действующий рекорд Кубы — 2:59.13, а в финале завоевал серебряную олимпийскую медаль, пропустив вперёд только титулованных американских спринтеров. Также в этом сезоне стал вторым в эстафете на домашнем Кубке мира в Гаване.
В 1993 году на чемпионате Центральной Америки и Карибского бассейна в Кали взял бронзу в беге на 400 метров и получил серебро в эстафете 4×400 метров. В тех же дисциплинах стартовал на чемпионате мира в Штутгарте, одержал победу на Центральноамериканских и Карибских играх в Понсе.
В 1994 году принял участие в Играх доброй воли в Санкт-Петербурге, где занял седьмое место в индивидуальном беге на 400 метров и завоевал серебряную награду в эстафете 4×400 метров. На Кубке мира в Лондоне стал в эстафете пятым.
На Панамериканских играх 1995 года в Мар-дель-Плате победил в беге на 400 метров и эстафете 4×400 метров. На чемпионате мира в Гётеборге в тех же дисциплинах дошёл до полуфинала и показал шестой результат соответственно.
В 1996 году отметился победами в беге на 800 метров и эстафете 4×400 метров на иберо-американском чемпионате в Медельине. На Олимпийских играх в Атланте занял четвёртое место в финале 800 метров, установив при этом ныне действующий рекорд Кубы — 1:42.85.
На центральноамериканском и карибском чемпионате 1997 года в Сан-Хуане был лучшим в 800-метровом беге и вторым в эстафете 4×400 метров. Позднее в дисциплине 800 метров выиграл серебряную медаль на чемпионате мира в Афинах, уступив в финале только представителю Дании Уилсону Кипкетеру, и золотую медаль на Всемирной Универсиаде в Катании.
В 1998 году на 800-метровой дистанции стал серебряным призёром на Играх доброй воли в Нью-Йорке, завоевал две золотые награды на Центральноамериканских и Карибских играх в Маракайбо, финишировал третьим на Кубке мира в Йоханнесбурге.
В 1999 году на международном старте в Генте установил ныне действующий рекорд Кубы в беге на 800 метров в помещении — 1:46.32. Участвовал в чемпионате мира в помещении в Маэбаси, выиграл бег на 800 метров на Всемирной Универсиаде в Пальме, стал серебряным призёром на Панамериканских играх в Виннипеге, занял четвёртое место на чемпионате мира в Севилье.
В 2001 году среди прочего отметился победой в 800-метровой дисциплине на чемпионате Центральной Америки и Карибского бассейна в Гватемале.
Завершил спортивную карьеру по окончании сезона 2003 года.